# سينقان (مقاطعة دليجان)
سينقان (بالفارسية: سینقان) هي قرية تقع في مركزي في إيران. يقدر عدد سكانها بـ 180 نسمة بحسب إحصاء 2016.